# Конче (община)
Ко́нче (макед. Општина Конче) — община в Северной Македонии. Расположена в юго-восточной части страны. Население составляет 3536 человек (2002 год).
Административный центр — село Конче.
Площадь территории общины 233,05 км².
Граничит с общинами Северной Македонии:
- на западе — с общиной Неготино;
- на северо-западе — с общиной Штип;
- на северо-востоке — с общиной Радовиш;
- на востоке — с общиной Василево;
- на юго-востоке — с общиной Струмица;
- на юге — с общиной Валандово;
- на юго-западе — с общиной Демир-Капия.

В состав общины входят 14 сёл: Габревци, Гарван, Горна-Враштица, Горни-Липовикь, Дедино, Долна-Враштица, Долни-Липовикь, Долни-Радеш, Загорци, Конче, Лубница, Негреновци, Ракитец и Скоруша .
Этническая структура населения в общине по переписи населения 2002 года:
- македонцы — 3009 чел.;
- турки — 521 чел.;
- сербы — 3 чел.;
- остальные — 3 чел.;